# Ramón Margareto
Ramón Margareto   (Medina de Rioseco, 15 de maig de 1962 - 18 de maig de 2025) va ser un director de cinema, pintor i escriptor i guionista espanyol, guanyador del premi Goya al millor curtmetratge documental el 2011.

## Biografia
Margareto va néixer a Medina de Rioseco (Valladolid) i als 14 anys es va traslladar a viure a Palència, on va cursar estudis de Batxillerat. A la ciutat de Palència va pintar durant diversos anys els enormes cartells publicitaris de l'emblemàtic Cinema Ortega. Va començar els estudis de Dret en la Universitat de Valladolid per a traslladar-se, als 20 anys, a Madrid, per a continuar els estudis en la Universitat Autònoma de Madrid. En aquesta ciutat va completar la seva formació en arts Plàstiques (L'Atelier i El Taller de la Salamandra), Dansa (amb Carl Paris) i Cinematografia (TAI i CEV). És diplomat en Cinematografia per la Universitat de Valladolid.
Margareto ha treballat com a cap de premsa de diverses distribuïdores cinematogràfiques (Vhero Films, O. Films, New World International i Flins & Pinículas). Va treballar com a redactor cap i enviat especial de la revista Interfilms (1997-2010). Ha dirigit la Mostra de Cinema Internacional de Palència, la Setmana de Cinema Espanyol en Carabanchel també el Festival de Cinema d'Aguilar de Campoo.

### Obra artística
Margareto denomina el seu estil pictòric com geopop art (abstracció geomètrica i pop art). Ha realitzat diverses exposicions en galeries de Madrid, Alacant i Palència. Entre altres, ha escirt assajos sobre Brian De Palma a Ceyac Ediciones, 25 años de cine español en Carabanchel, editat per l'Ajuntament de Madrid, La agenda de los Oscar, a Ediciones Tempo i Memorias de un festival de cine. Alicante, 10 años, a Futura Ediciones.

### Filmografia
Margareto ha dirigit un llargmetratge documental, Salamandras y salamandros, dos migmetratges documentals, La silla eléctrica i Festival, cinc curtmetratges de ficció, Amor digital, Supermoco,Viaje interior, La amenaza del coloso i Las primeras veces (adaptada de la novel·la de Jordi Mollà)—, diversos anuncis publicitaris i tres curtmetratges documentals Clarísimas, Dolorosa y Memorias de un cine de provincias, que va obtenir el Premi Goya 2011 al Millor Curtmetratge Documental.
La pel·lícula Bollywood made in Spain, dirigida per Margareto i de producció espanyola, ha estat guardonada amb l'Esment Especial del Jurat a l'Indian International Cinema Film Festival de Bombai en 2016 (l'Índia), està rodada a Alacant, a la Ciutat de la Llum, i a Palència. S'estrena en la Setmana Internacional de Cinema de Valladolid (Seminci) de 2016.